# 石見弁
石見弁（いわみべん）は島根県中西部の石見地方で話される日本語の方言である。広島弁（安芸弁）や山口弁とともに、中国方言の西中国方言に属す。

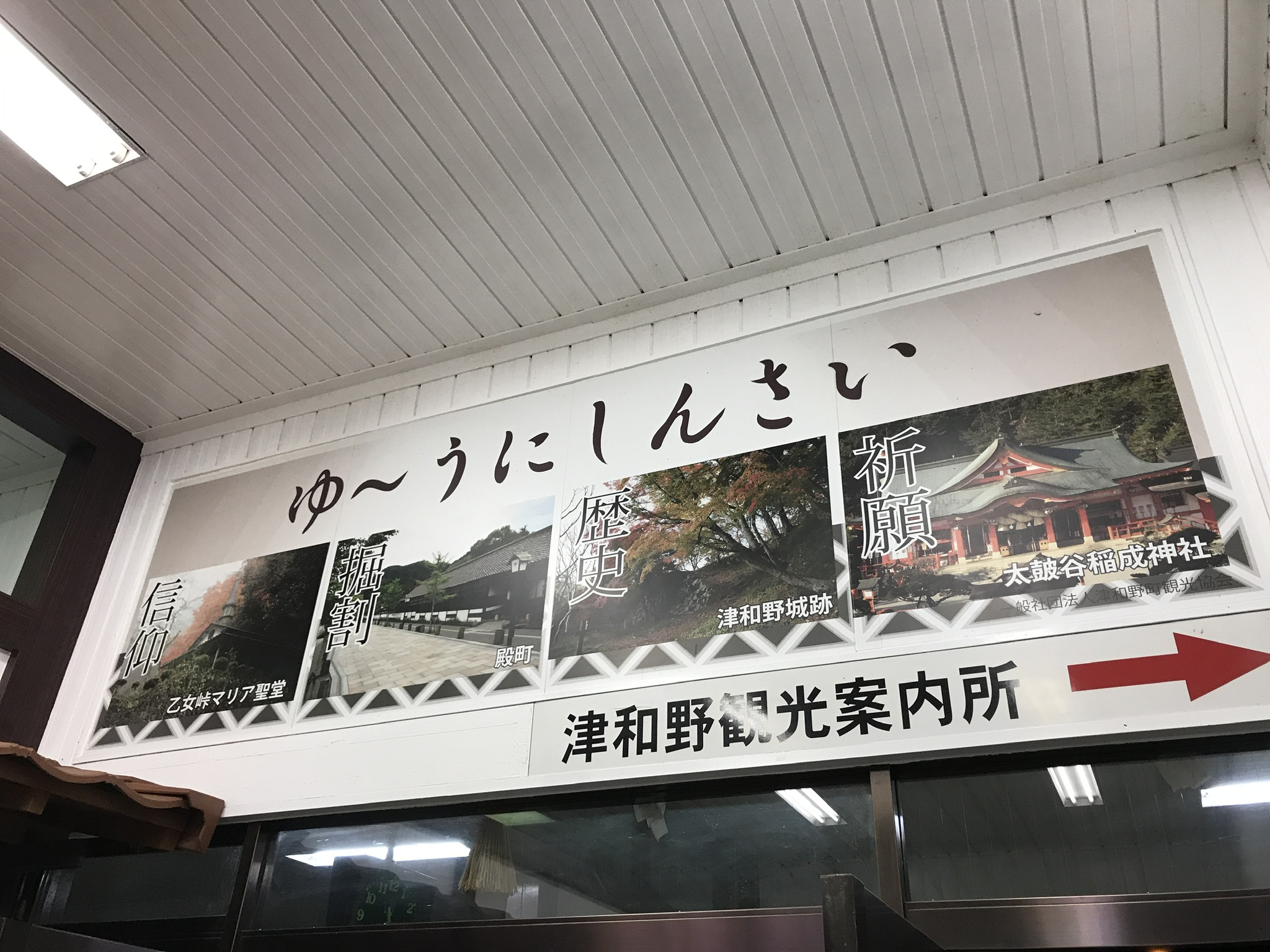
石見弁による看板。JR津和野駅（島根県津和野町）にて2017年に撮影。

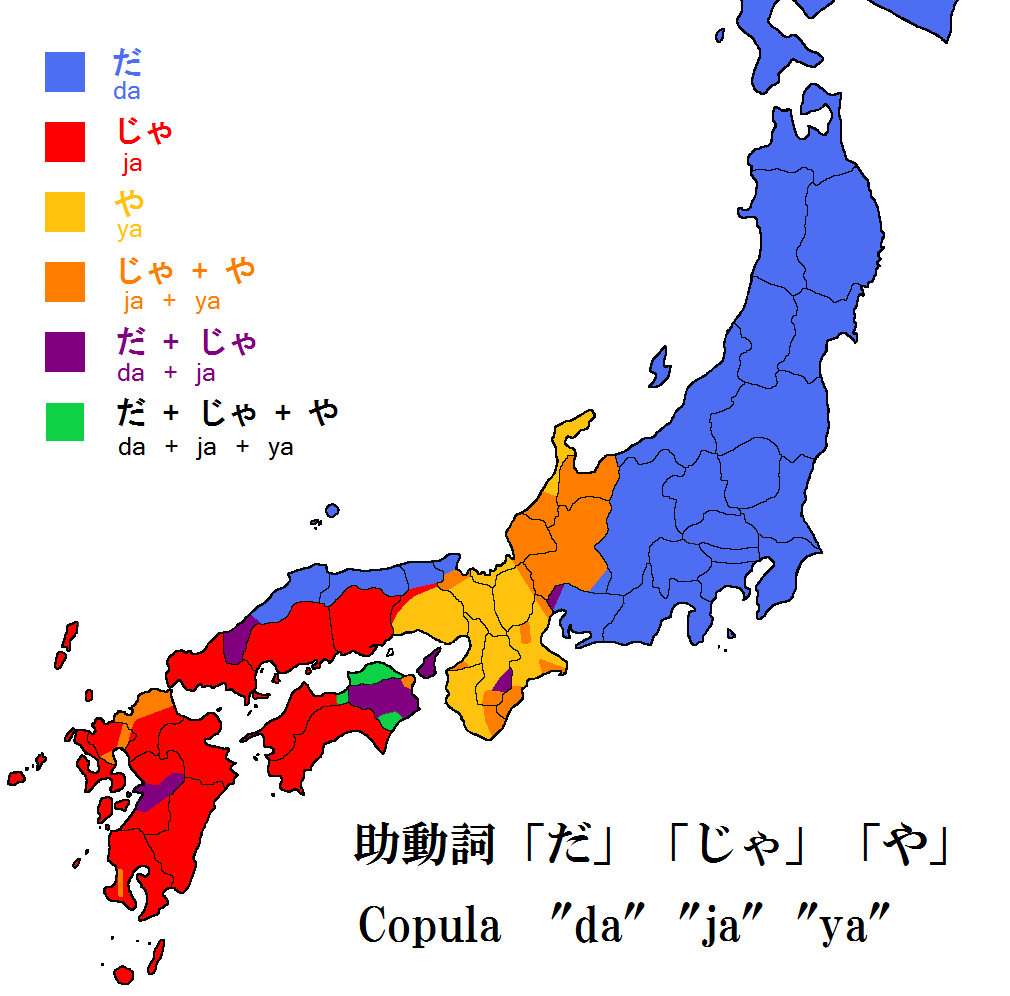
断定の助動詞「だ」「じゃ」「や」の分布。石見では山陰方言要素の「だ」を用いる。

## 文法
文法は西日本、山陽と広く共通する特徴が多く、山陰の雲伯方言・東山陰方言とは異なるが、断定の助動詞は山陰要素の｢だ」を用い、石見西部では「じゃ」を併用する。

## アクセント
アクセントは東部が外輪東京式アクセント、西部が中輪東京式アクセントである。